# Inač
Inač  je planina u Bosni i Hercegovini. Smještena je zapadno od Kreševa. S Inača teče rječica Kreševka. Najveći vrh nalazi se na 1437 metara nadmorske visine.